# Markel Susaeta
Markel Susaeta, född 14 december 1987 i staden Eibar, är en spansk före detta fotbollsspelare.
Susaeta tillbringade i stort sett hela sin professionella fotbollskarriär i Athletic Bilbao, där han debuterade i A-laget år 2007. Han spelade totalt 507 tävlingsmatcher och gjorde 56 mål. År 2019 värvades Susaeta av den japanska klubben Gamba Osaka.
Susaetas kusin, Nestor, var också en fotbollsspelare. Han spelade i baskiska grannlaget Real Sociedads ungdomsverksamhet och tillbringade sedan en kort tid i Bilbaos reservlag.

## Klubbkarriär

### Athletic Bilbao
Susaetas karriär tog fart i spanska klubben Athletic Bilbao där han spelade en säsong med farmarlaget följt av en säsong med andralaget. I början av 2007 blev han registrerad som reserv och den 2 september 2007 spelade han för första gången i förstalaget. Susaeta gjorde mål i en match mot FC Barcelona som de förlorade med 1-3. Han spelade i 29 La Liga matcher under sin första säsong.
De följande åren etablerade sig Susaeta i Bilbaos A-lag. Den 31 januari 2009 bidrog han till en hemmaseger mot Malaga CF genom att göra mål under slutminuterna. Han deltog i sex Copa del Rey-matcher, där Bilbao nådde finalen mot Barcelona.
År 2015 var Susaeta avbytare i den Spanska cupfinalen, vilket slutade i en förlust mot Barcelona. Han spelade i båda Supercopa de España-matcherna där de vann mot Barcelona. 
I september 2016 slog Susaeta klubbrekordet för flest antal deltaganden i europeiska tävlingar. Det tidigare klubbrekordet hölls av målvakten José Angel Iribar med sina 55 matcher på 1970-talet. I januari 2019 spelade Susaeta sin 500:e tävlingsmatch för Bilbao, vilket gjorde honom till den femte spelaren i klubben som nått milstolpen. 
Det annonserades att Susaeta skulle lämna klubben då 2018/19-säsongen slutade eftersom hans kontrakt upphört. Vid senare tillfälle uttryckte Susaeta sin besvikelse över beslutet och förklarade att hans intention var att fortsätta spela på San Mamés fram till slutet av hans karriär. Under sista hemmamatchen för klubben hyllades Susaeta tillsammans med spelarna Ander Iturraspe och Mikel Rico som skulle lämna klubben av liknande skäl. 

### Gamba Osaka
Den 9 september 2019 började Susaeta spela för den japanska klubben Gamba Osaka.

### Macarthur
I november 2020 värvades Susaeta av australiensiska Macarthur. Han meddelade den 29 juni 2021 att han skulle avsluta sin fotbollskarriär.

## Landslagskarriär
Den 9 november 2012 kallades Susaeta för första gången till en träningsmatch med det spanska landslaget. Han gjorde sista målet i matchen, i en 5-1-vinst mot Panama City.

## Karriärstatistik

### Klubbstatistik
| Klubb           | Säsong         | Liga               | Liga        | Liga | Cup         | Cup | Europa      | Europa | Annat       | Annat | Totalt      | Totalt |
| Klubb           | Säsong         | Division           | Deltaganden | mål  | Deltaganden | Mål | Deltaganden | Mål    | Deltaganden | Mål   | Deltaganden | Mål    |
| Basconia        | 2005–06        | Tercera División   | 36          | 4    | –           | –   | –           | –      | –           | –     | 36          | 4      |
| Bilbao Athletic | 2006–07        | Segunda División B | 36          | 3    | –           | –   | –           | –      | –           | –     | 36          | 3      |
| Bilbao Athletic | 2007–08        | Segunda División B | 5           | 0    | –           | –   | –           | –      | –           | –     | 5           | 0      |
| Bilbao Athletic | Totalt         | Totalt             | 41          | 3    | –           | –   | –           | –      | –           | –     | 41          | 3      |
| Athletic Bilbao | 2007–08        | La Liga            | 29          | 4    | 5           | 2   | –           | –      | –           | –     | 34          | 6      |
| Athletic Bilbao | 2008–09        | La Liga            | 34          | 1    | 6           | 0   | –           | –      | –           | –     | 40          | 1      |
| Athletic Bilbao | 2009–10        | La Liga            | 35          | 4    | 1           | 0   | 9           | 0      | 1           | 0     | 46          | 4      |
| Athletic Bilbao | 2010–11        | La Liga            | 28          | 1    | 3           | 0   | –           | –      | –           | –     | 31          | 1      |
| Athletic Bilbao | 2011–12        | La Liga            | 38          | 6    | 9           | 2   | 16          | 5      | –           | –     | 63          | 13     |
| Athletic Bilbao | 2012–13        | La Liga            | 36          | 7    | 2           | 0   | 8           | 4      | –           | –     | 46          | 11     |
| Athletic Bilbao | 2013–14        | La Liga            | 38          | 6    | 5           | 1   | –           | –      | –           | –     | 43          | 7      |
| Athletic Bilbao | 2014–15        | La Liga            | 31          | 1    | 8           | 1   | 9           | 1      | –           | –     | 48          | 3      |
| Athletic Bilbao | 2015–16        | La Liga            | 28          | 3    | 4           | 0   | 13          | 2      | 2           | 0     | 47          | 5      |
| Athletic Bilbao | 2016–17        | La Liga            | 26          | 1    | 3           | 0   | 7           | 0      | 0           | 0     | 36          | 1      |
| Athletic Bilbao | 2017–18        | La Liga            | 34          | 3    | 1           | 0   | 13          | 0      | 0           | 0     | 48          | 3      |
| Athletic Bilbao | 2018–19        | La Liga            | 22          | 1    | 3           | 0   | 0           | 0      | 0           | 0     | 25          | 1      |
| Athletic Bilbao | Totalt         | Totalt             | 379         | 38   | 50          | 6   | 75          | 12     | 3           | 0     | 507         | 56     |
| Gamba Osaka     | 2019           | J1 League          | 0           | 0    | –           | –   | –           | –      | –           | –     | 0           | 0      |
| Karriär totalt  | Karriär totalt | Karriär totalt     | 452         | 45   | 50          | 6   | 75          | 12     | 3           | 0     | 579         | 63     |

### Landslagsstatistik
| Spanien |             |     |
| År      | Deltaganden | Mål |
| 2012    | 1           | 1   |
| Totalt  | 1           | 1   |

### Landslagsmål
Spaniens mål är listade först. Målkolumnen visar Susaetas mål.
| #  | Datum            | Plats                                 | Motståndare | Mål | Resultat | Tävlingar |
| -- | ---------------- | ------------------------------------- | ----------- | --- | -------- | --------- |
| 1. | 14 november 2012 | Rommel Fernández, Panama City, Panama | Panama      | 5–0 | 5–1      | Vänskap   |